# Братья Манаки (кинофестиваль)
Международный кинофестиваль «Братья Манаки» (макед. Меѓународен фестивал на филмската камера «Браќа Манаки») — крупнейший международный кинофестиваль Македонии, организованный Профессиональной киноасоциацией Македонии. Кинофорум операторского искусства носит имена основателей первой македонской киностудии Янаки и Милтона Манаки. В программу фестиваля входят самые новые фильмы, снятые на мировых киностудиях. Они борются за Золотую, Серебряную и Бронзовую Камеры 300, которые вручаются лучшим из них. Наряду с официальной, в рамках фестиваля проходит также конкурсная программа короткометражных фильмов, мастер—классы, семинары, дискуссионные сессии и представления.

## История
Международный кинофестиваль проводится ежегодно в городе Битола, в котором с 1905 года проживали первые кинооператоры на Балканах, братья Янаки и Милтон Манаки. Однажды Янаки приобрёл кинокамеру компании «Charles Urban Trading», это был 300 по счету экземпляр серии BIOSCOPE. Кинематограф на Балканах начался именно с этой камеры, которая впоследствии получила название «Камера 300», и поэтому главная премия кинофестиваля называется именно так.

## Гости
Фестиваль посетили многие известные люди из культурной, социальной и политической жизни, включая мировых кинозвезд: Майкла Йорка, Чарльза Дэнса, Викторию Абриль, Дэрил Ханну, Катрин Денев, Изабель Юппер, а также многих представителей политической и общественной жизни Македонии: президентов Македонии (Киро Глигорова, Бориса Трайковского, Бранко Црвенковского, Георге Иванова) и много других общественных деятелей.

## Списки победителей
На XIV фестивале в 1993 году были представлены официальные награды «Золотая, серебряная и бронзовая камера 300».

### Золотая камера 300[3]
- 1993 — Вилько Филач — Аризонськая мечта
- 1994 — Жерард Симон — Луис, ребёнок короля
- 1995 — Стефан Куллангер — Между двума годами
- 1996 — Масао Накабори — Свет иллюзий
- 1997 — Сергий Астахов — Брат
- 1998 — Вальтер Карвальо — Центральный вокзал
- 1999 — Яцек Петрицкий — Путешествие к Солнцу
- 2000 — Андреас Хофер — Три жизни Риты
- 2001 — Ришард Ленчевський — Последнее средство
- 2002 — Вальтер Карвальо — Слева от Отца
- 2003 — Кристофер Дойл — Герой и Барри Экройд — Сладкие шестнадцать
- 2004 — Райнер Клауманн — Головой об стену
- 2005 — Шу Ян Конг — Павич
- 2006 — Стефан Фонтен — Моё сердце биться перестало
- 2007 — Драган Маркович — Живой и мертвый и Яромир Шофр— Я обслуживал английского короля
- 2008 — Родриго Прието — Вожделение
- 2009 — Наташа Браер — Молоко скорби
- 2010 — Марин Гшалахт — Женщины без мужчин
- 2011 — Фред Келемен — Туринский конь
- 2012 — Джоланта Дилевська — В темноте
- 2013 — Кико де ла Рика — Белоснежка
- 2014 — Валентин Васянович — Племя
- 2015 — Маттиас Ердели — Сын Саула[4]
- 2016 — Яни—Петтери Пасси — Самый счастливый день в жизни Олли Мяки
- 2017 — Марсель Рев — Месяц Юпитера

### Золотая камера 300 за достижения в жизни[5]
- 1996 — Милтон Манаки
- 1997 — Людей Петковський и Бранко Михайловский
- 1998 — Свен Нюквист
- 1999 — Ежи Войчик
- 2000 — Фредди Фрэнсис
- 2001 — Мирослав Ондржичек и Анри Алекан
- 2002 — Тонино Делли Колли
- 2003 — Рауль Кутар
- 2004 — Вадим Юсов
- 2005 — Витторио Стораро
- 2006 — Михаэль Балльхаус
- 2007 — Анатолий Петрицкий
- 2008 — Вальтер Карвальо
- 2009 — Билли Уильямс и Питер Сушицкий
- 2010 — Вилмош Жигмонд
- 2011 — Данте Спинотти
- 2012 — Лучано Товоли
- 2013 — Хосе Луис Алькайне
- 2014 — Крис Менгес
- 2015 — Божидар-Бота Николик, Яромир Шофр, Ришард Ленчевський
- 2016 — Роби Миллер, Джон Сел[6]
- 2017 — Джузеппе Ротунно и Пьер Ломм

### Золотая камера 300 за особый вклад в мировое искусство
- 2002 — Робби Миллер
- 2003 — Кристофер Дойл
- 2006 — Чарльз Дэнс
- 2007 — Бранко Лустиг
- 2008 — Менахем Голан, Велько Булайич и Карен Шахназаров
- 2009 — Виктория Абриль и Энтони Дод Мэнтл
- 2010 — Дэрил Ханна и Роджер Пратт
- 2011 — Бруно Делбонел и Мики Манойлович
- 2012 — Кристиан Бергер и Катрин Денев
- 2013 — Аньес Годар и Изабель Юппер
- 2014 — Лука Бигацци и Жюльет Бинош
- 2015 — Алексей Серебряков и Бруно Ганц
- 2016 — Федон Папамайкл

### Золотая камера 300 за лучший короткометражный фильм
- 2009 — Педро Пиес — Отряд смерти и Никола Болдук — Следующий этаж
- 2010 — Тьери Годфро — Ранняя зима
- 2011 — Хорхе Креспо — Коралл
- 2012 — Васко Виана — Рафа[7]
- 2013 — Хосе Мартин Росет — Голос на заднем плане
- 2014 — Константин-Миндия Есадзе — Динола
- 2015 — Горан Наумовский — Вниз с неба
- 2016 — Лука Коасин — Парк

### Большая звезда Македонского кино
- 2013 — Кирилл Ценевский
- 2014 — Милчо Манчевский
- 2015 — Дарко Маркович
- 2016 — Саймон Перри

## Список директоров фестиваля
До 1993 года фестиваль не имел директора, такая должность было введено в 1993 году.
- 1993—1995: Борис Ноневский
- 1995—1995: Горжан Тозия
- 1996—1998: Делко Михайлов
- 1998—2001: Владимир Атанасов
- 2001—2009: Томе Салковский[8]
- 2009—2014: Лабина Митевская[9]
- 2015—2016: Димитар Николов[10]
- 2016-до сих пор: Благот Куновский[11]